# Xestaspis yemeni
Xestaspis yemeni là một loài nhện trong họ Oonopidae.
Loài này thuộc chi Xestaspis. Xestaspis yemeni được miêu tả năm 2006 bởi Michael Saaristo & van Harten.